# Bengt Frännfors
Bengt Göran Frännfors, född 26 februari 1936 i Vittangi, är en svensk brottare. Han tävlade för AK Stålpojkarna.
Frännfors tävlade i 52-kilosklassen i både grekisk-romersk stil och fristil för Sverige vid olympiska sommarspelen 1960 i Rom. 
Frännfors blev svensk mästare i flugviktsklassen i fristil 1961 och 1962.